# Sebastià Janeras i Vilaró
Sebastià Janeras i Vilaró (Barcelona, 4 de novembre de 1931) és un liturgista orientalista català.
És doctor en ciències eclesiàstiques orientals, i llicenciat en Filologia Clàssica. S'ha format al monestir de Montserrat, al monestir de Chevetogne (Bèlgica), Roma i Múnic. Va ingressar com a monjo a Montserrat el 1950, i el 1958 va ser ordenat. El 1969 va secularitzar-se. Ha estat professor al Pontificio Istituto Liturgico Anselmiano i a la Pontificia Università Gregoriana, a Roma; i també a la Facultat de Teologia de Catalunya i a l'Institut Superior de Ciències Religioses de Barcelona i de Vic.
És el principal estudiós de la pelegrina Egèria (381-384) a Catalunya. En publicà el text llatí i la traducció catalana a la Fundació Bernat Metge: Egèria. Pelegrinatge (1986), i una nova traducció amb un estudi introductori: Egèria. Diari d’un pelegrinatge a Terra Santa (2010). Publica a més periòdicament una bibliografia egeriana a la Revista Catalana de Teologia. És membre de la Societat Catalana d’Estudis Litúrgics, filial de l'Institut d'Estudis Catalans; membre corresponent de la Reial Acadèmia de Bones Lletres de Barcelona i col·labora activament amb el Centre Ecumènic de Catalunya, entre altres institucions.

## Obres
Ha publicat nombrosos treballs d’investigació i de divulgació sobre litúrgies orientals. És autor, entre d'altres, dels llibres següents:
- Visions del cristianisme oriental (2017)
- Les esglésies orientals. Història, tradició espiritual i visió ecumènica (2011)
- Egèria. Diari d’un pelegrinatge a Terra Santa (2010)
- Le Vendredi-Saint dans la tradition liturgique byzantine (1987)
- Egèria. Pelegrinatge (1986)
- Bibliografia sulle liturgie orientali (1961-67) (1969)
- L’iniziazione cristiana nella tradizione liturgica orientali (1969)

És també autor de la traducció catalana del grec de la Litúrgia bizantina de sant Joan Crisòstom (1963). Edità la Miscel·lània papirològica Ramon Roca-Puig (1987).

## Premis i reconeixements
El 2023 va rebre la Medalla al Mèrit Ecumènic, que atorga el grup Cristians per Terrassa.